# Каннур
Каннур (раніше відомий на англійський манер як Каннанор (англ. Cannanore), португальською як Кананор (порт. Cananor) — індійське місто у штаті Керала, центр однойменного району.
За часів британського правління в Індії, коли Каннур входив до району Малабар (президентство Мадрасу), місто було відоме як Каннаноре. Каннур — найбільше місто регіону Північного Малабару. Станом на перепис 2011 року населення Каннура становило 232 486. Каннур — одна з міських агломерацій Індії з населенням більше мільйону (1 642 892 в 2011 році).

## Географія
Каннур розташований за 518 км на північ від столиці штату Тіруванантапурам, і за 100 км від Кожикоде.

## Історія

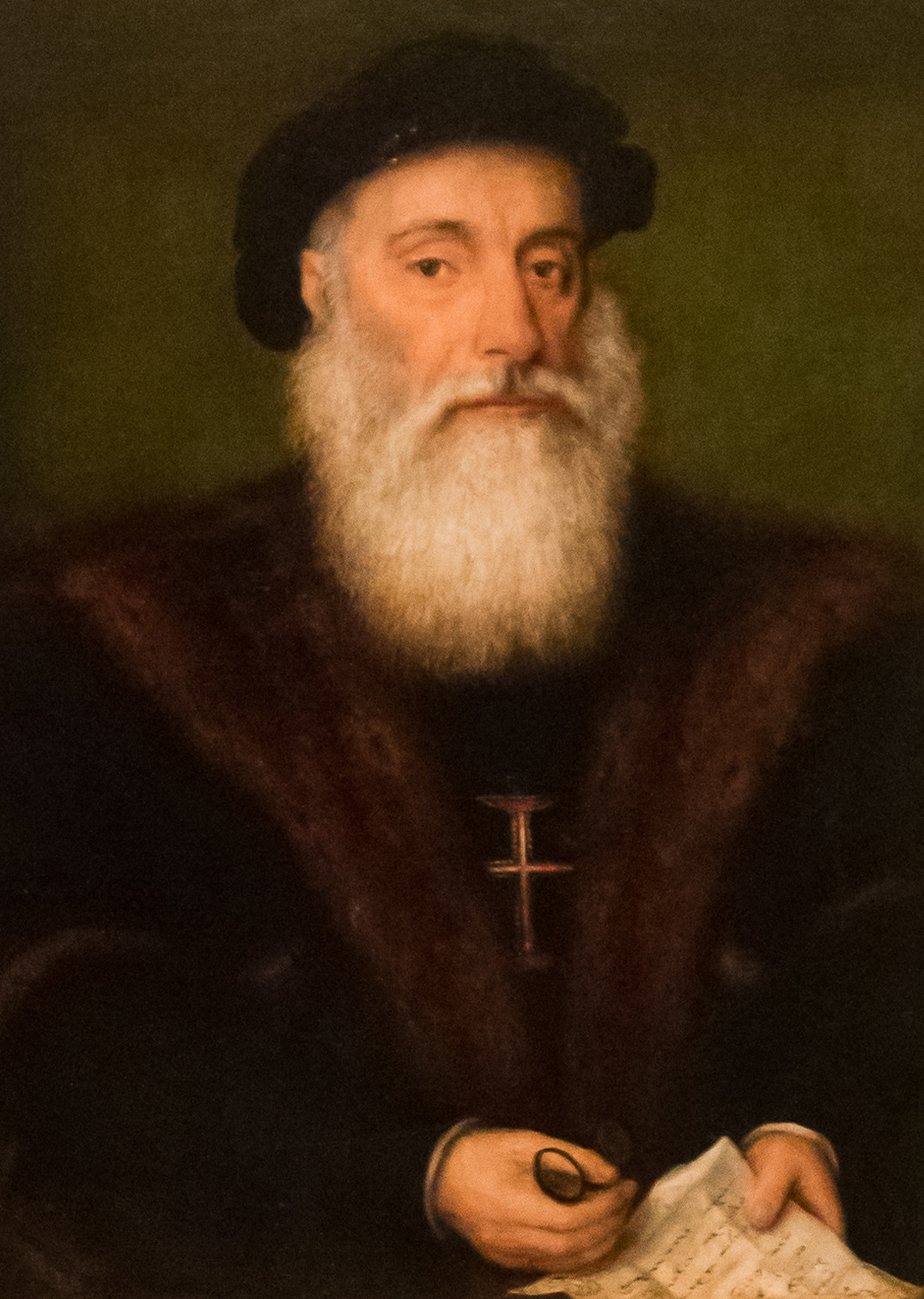
Васко да Гама встановив правління Португальської імперії в Канурі, що тривало з 1498 по 1663 рік.

Каннур був важливим торговим центром у 12 столітті, маючи активні ділові зв'язки з Персією та Аравією.
Форт Святого Ангела був побудований в 1505 році Франсішку де Алмейда, першим португальським віце-президентом Індії.
В 1506 році в битві при Каннанурі, що відбулась в місцевій гавані, португальський флот на чолі з Лоуренсо де Алмейда (сином Франсішку де Алмейда) розбив флот заморіна Калікуту.
З квітня по серпень 1507 року форт в Каннурі витримав потужну кількамісячну облогу 40-тисячного війська місцевого раджи за підтримки 20-тисячного допоміжного війська заморіна (правителя) Калікуту, поки 27 серпня 1507 року до Каннура не прибули кораблі 8-ї португальської Індійської армади на чолі з Тріштаном да Кунья, десант з якої допоміг зняти облогу.
6 грудня 1508 року Афонсу де Албукерке прибув у Каннур із наказом короля Португалії замінити Альмейду на посаді губернатора. Алмейда відмовився визнати Афонсу де Албукерке новим португальським губернатором і заарештував його в цій фортеці. Афонсу де Албукерке був звільнений після шестимісячного ув'язнення і став губернатором після прибуття великого маршала Португалії з великим флотом у жовтні 1509 р.
Голландці захопили форт у португальців у 1663 році. Вони модернізували форт і побудували бастіони Голландію, Зеландію та Фрисландію, які є основними рисами нинішньої структури. Оригінальний португальський форт був зруйнований пізніше. Голландці продали форт королю Алі Раджа з Аракалу в 1772 році. Протягом 17 століття Каннур був столицею єдиного мусульманського султанату в Кералі, відомого як Араккал. Англійці завоювали його в 1790 році і використовували його як одну з головних своїх військових станцій на узбережжі Малабар. За часів Британської Індії Каннур був британським військовим штабом на західному узбережжі Індії до 1887 року. Каннур та прилеглі райони входили в державу Колаттунаду. Коли штат Керала була утворена, район отримав назву Каннур. До цього Каннур перебував у штаті Мадрас під британським правлінням.
Партизанська війна у провінції Коттаям Пажассі Раджа проти англійців мала величезний вплив на історію Каннура.
Зміни в соціально-економічному та політичному житті Керали протягом перших десятиліть XX століття створили умови, сприятливі для зростання Комуністичної партії.

## Клімат
Місто знаходиться у зоні, котра характеризується мусонним кліматом. Найтепліший місяць — квітень із середньою температурою 29.9 °C (85.8 °F). Найхолодніший місяць — липень, із середньою температурою 26 °С (78.8 °F).
| Клімат Каннура          | Клімат Каннура | Клімат Каннура | Клімат Каннура | Клімат Каннура | Клімат Каннура | Клімат Каннура | Клімат Каннура | Клімат Каннура | Клімат Каннура | Клімат Каннура | Клімат Каннура | Клімат Каннура | Клімат Каннура |
| Показник                | Січ.           | Лют.           | Бер.           | Квіт.          | Трав.          | Черв.          | Лип.           | Серп.          | Вер.           | Жовт.          | Лист.          | Груд.          | Рік            |
| Середній максимум, °C   | 32,7           | 33,1           | 33,6           | 34,1           | 33,3           | 29,6           | 28,9           | 29             | 30,1           | 31             | 32             | 32,5           | 31,7           |
| Середня температура, °C | 27,1           | 27,7           | 28,9           | 29,9           | 29,3           | 26,6           | 26             | 26,1           | 26,8           | 27,3           | 27,5           | 27,3           | 27,5           |
| Середній мінімум, °C    | 21,5           | 22,3           | 24,1           | 25,6           | 25,3           | 23,6           | 23,1           | 23,1           | 23,4           | 23,5           | 23             | 22             | 23,4           |
| Норма опадів, мм        | 4.8            | 0.2            | 52.3           | 41.7           | 206.6          | 1048.1         | 875.5          | 574.4          | 200.8          | 221.7          | 103.3          | 36.5           | 3365.9         |
| ----------------------- | -------------- | -------------- | -------------- | -------------- | -------------- | -------------- | -------------- | -------------- | -------------- | -------------- | -------------- | -------------- | -------------- |
| Джерело: Weatherbase    |                |                |                |                |                |                |                |                |                |                |                |                |                |

## Демографія
Індуїсти складають більшість (56,3 %) населення. Мусульмани становлять 37,9 % населення. Християни становлять 5 % населення.

## Транспорт
Залізнична станція сполучена з усіма частинами Індії. Міжнародний аеропорт Каннур, який знаходиться приблизно в 30 кілометрах від міста, почав свою діяльність 9 грудня 2018 і є четвертим міжнародним аеропортом у штаті. Каннур знаходиться на Національній магістралі 66 між Кожикоде і Мангалором. Каннур з'єднаний з Кодагу, Майсором та Бангалором у Карнатаці міждержавним шосе Таласері — Коорг — Майсур.

## Галерея

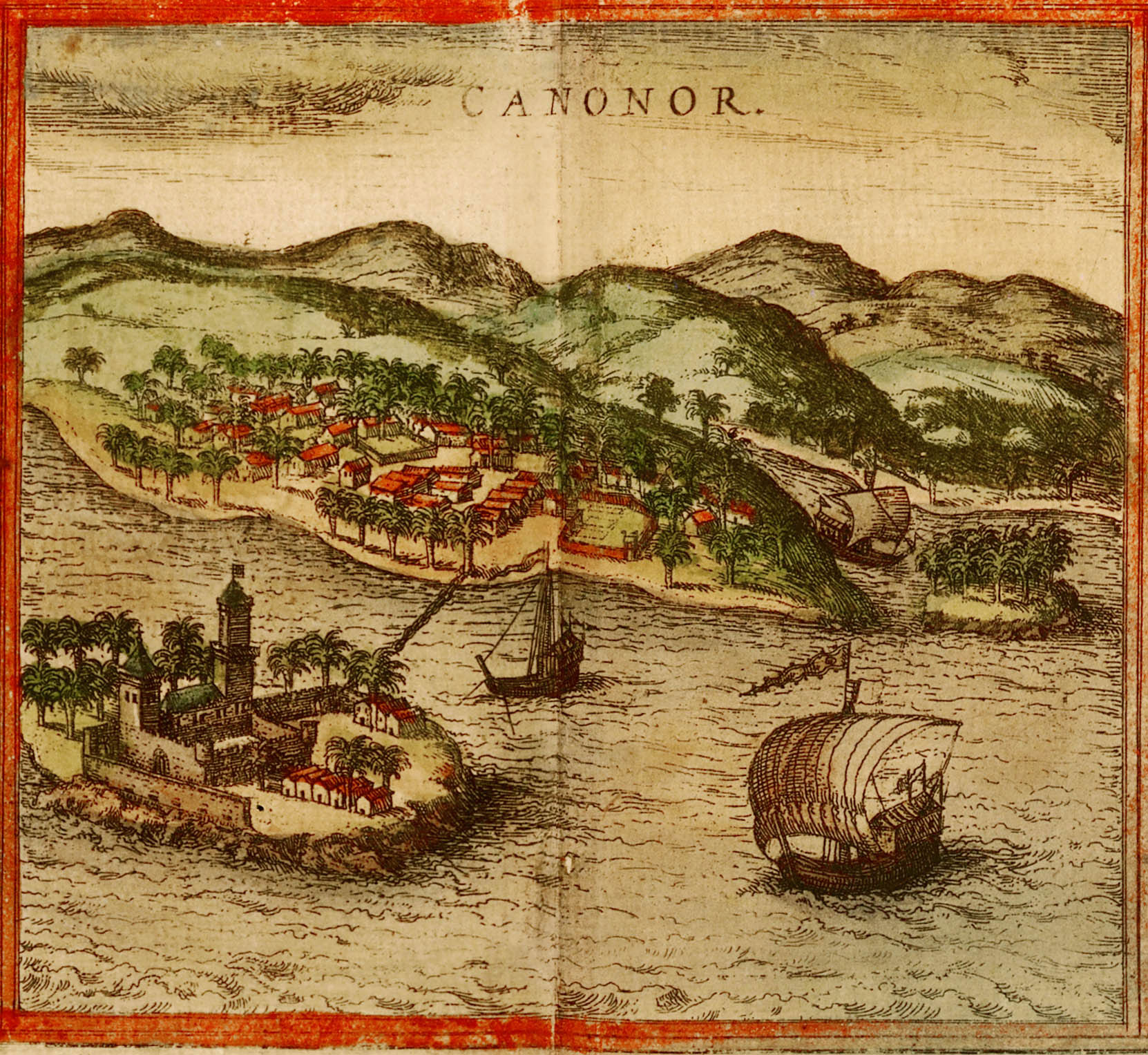
Каннур, 1572 р
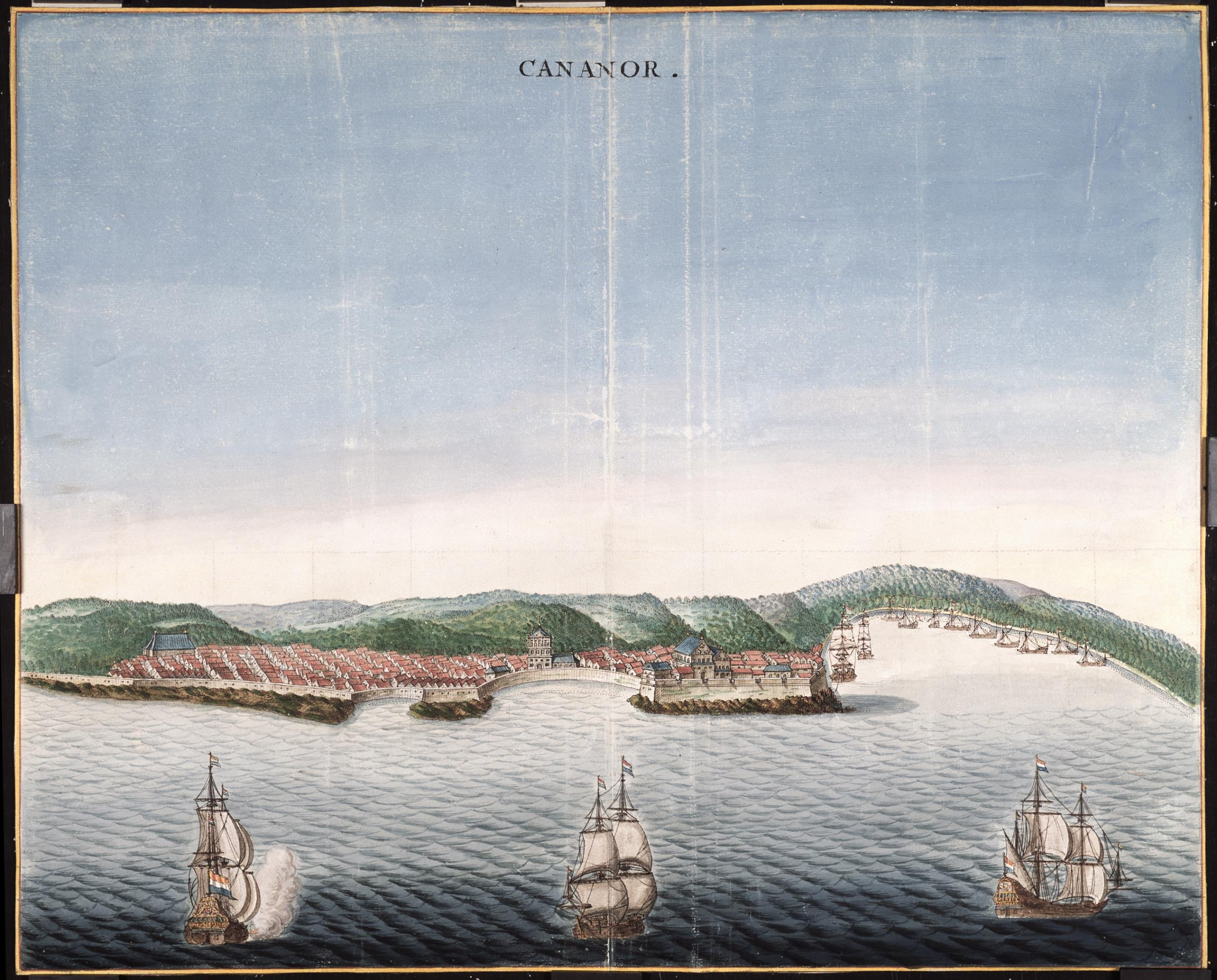
Каннур, бл. 1665 р.
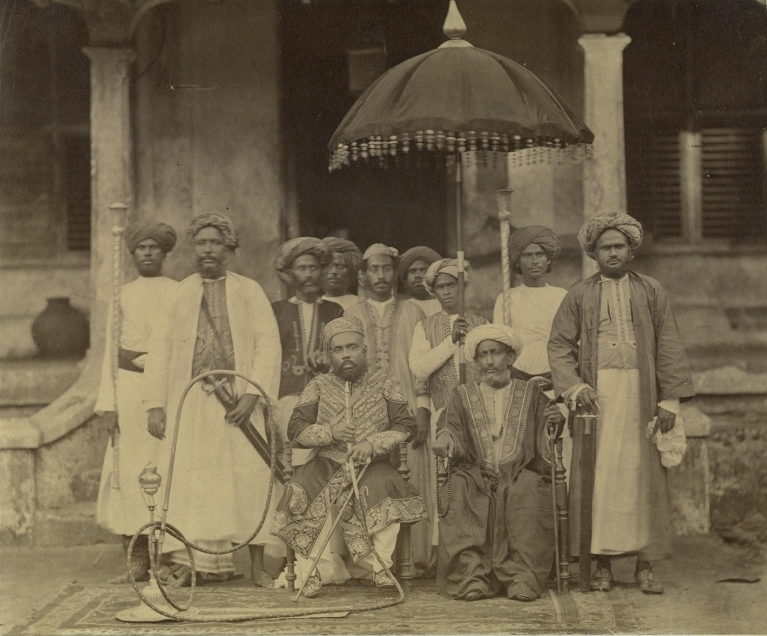
Король Каннура Алі Раджа
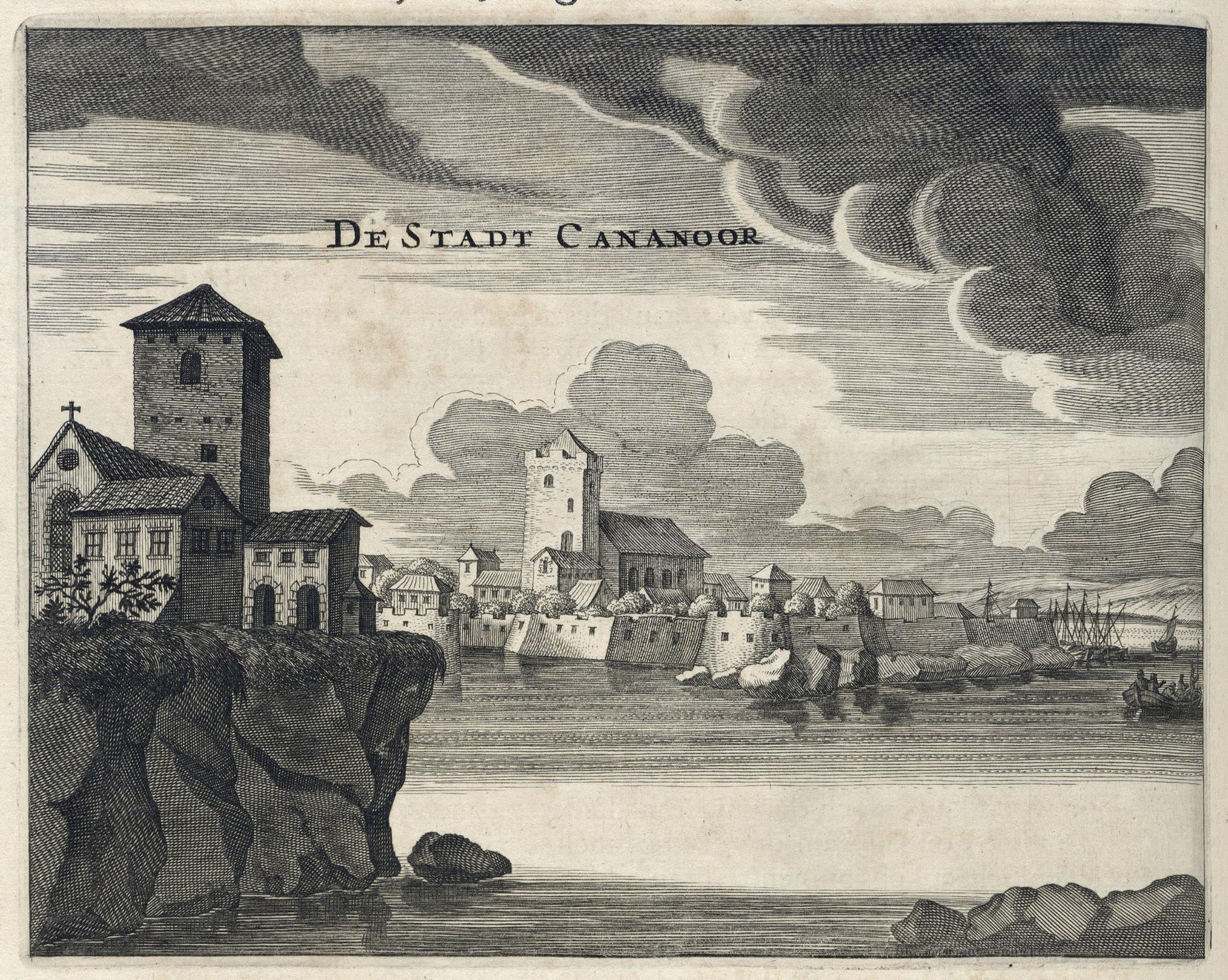
Форт Святого Ангела, 1672 р.
Вулиця Каннура
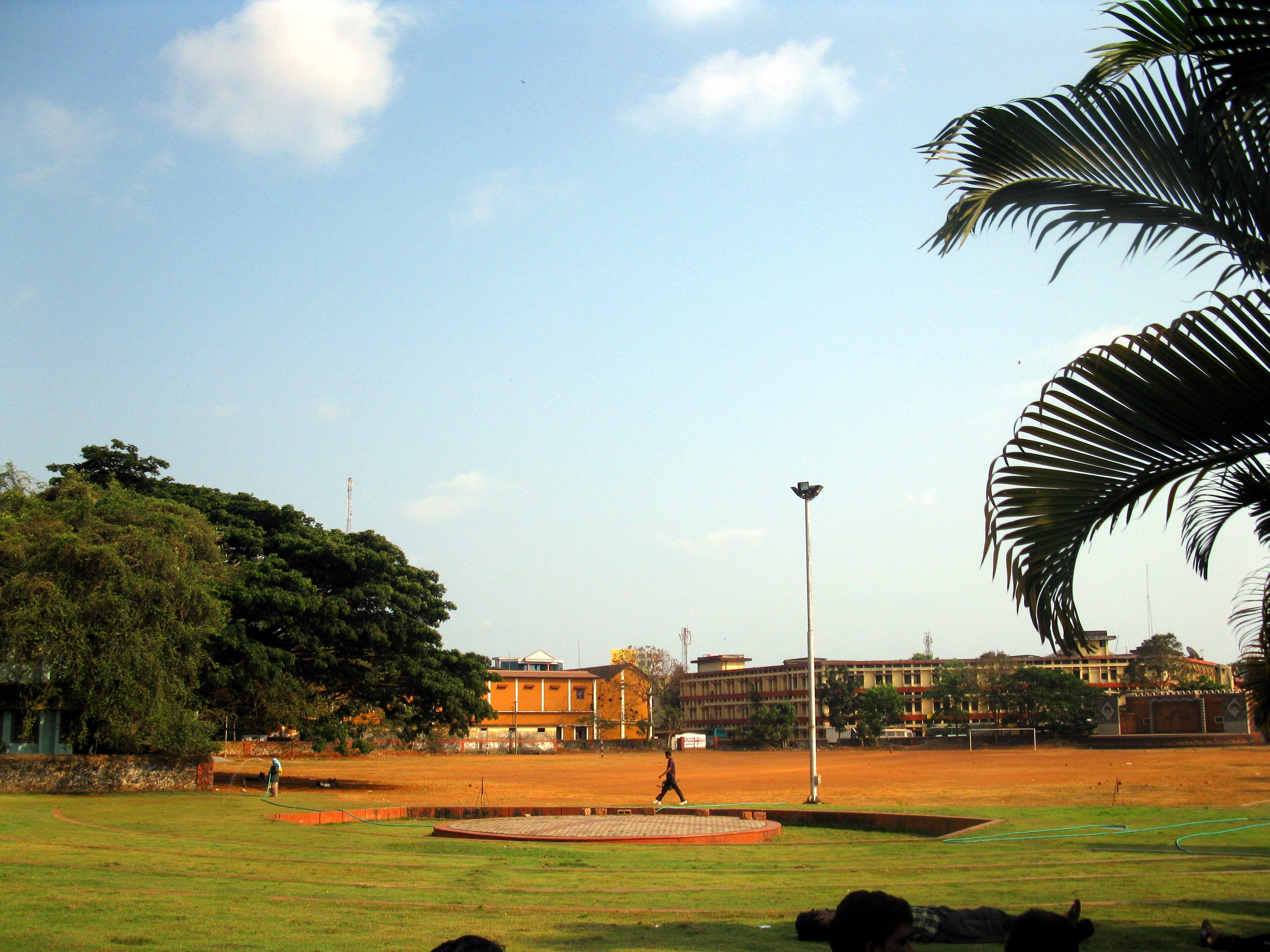
Парк
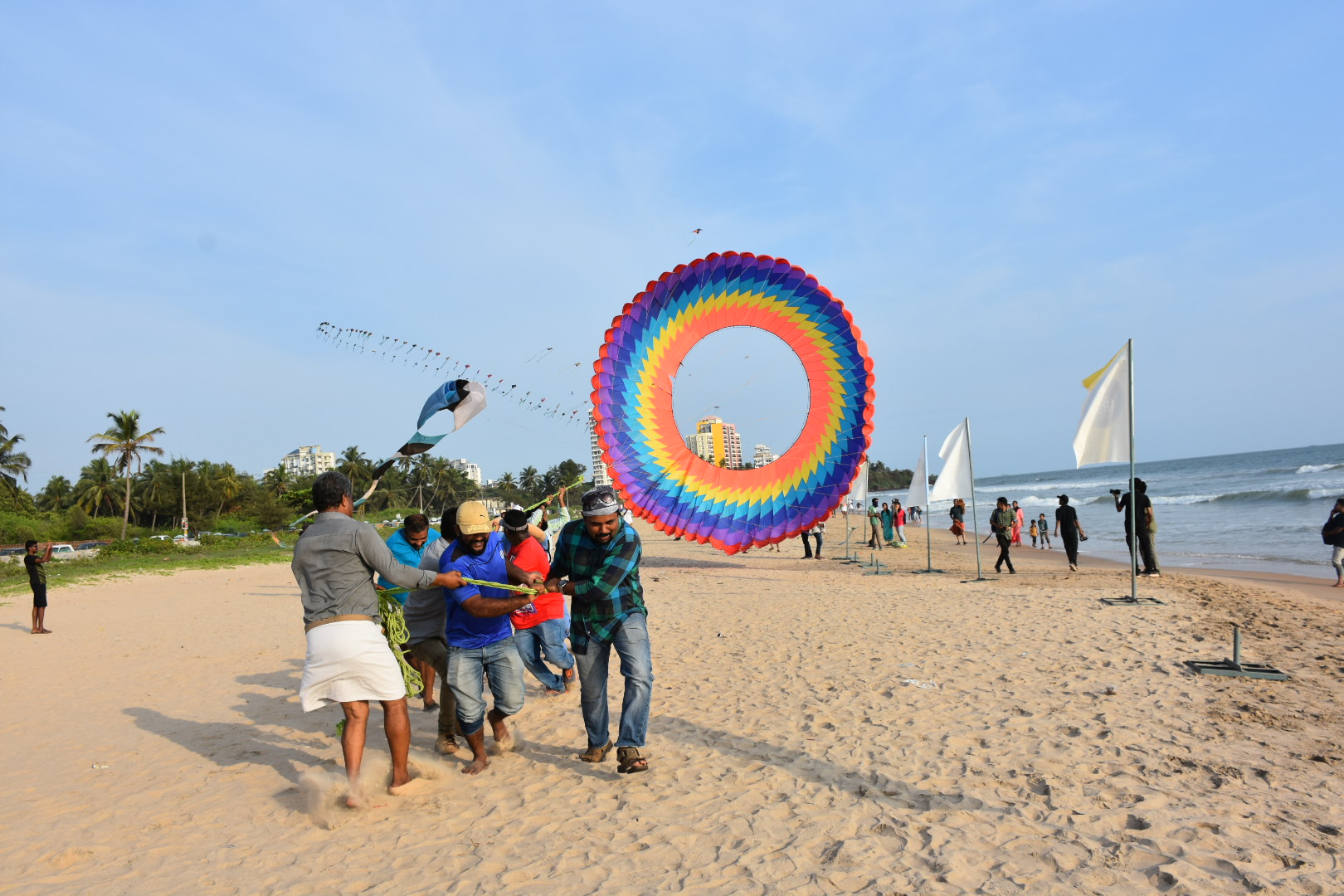
Фестиваль на пляжі Каннура
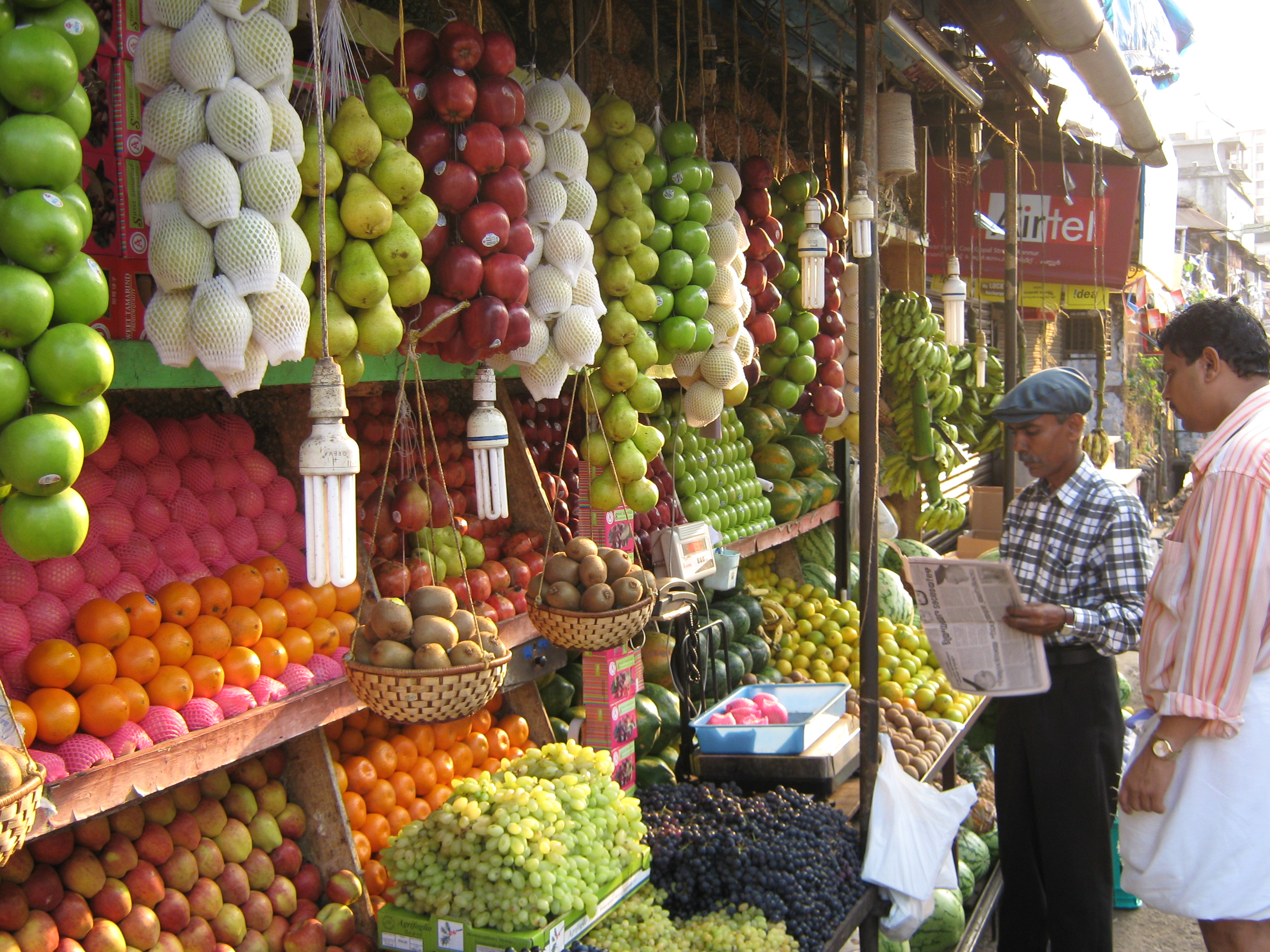
Постачальник фруктів біля залізничного вокзалу